# أستحرق (همبرات)
أستحرق (بالفارسية: استحرق) هي قرية تقع في إيران في قسم همبرات الريفي. يقدر عدد سكانها بـ 0 نسمة بحسب إحصاء 2016.